# Zwiastowanie (obraz Leonarda da Vinci)
Zwiastowanie (wł. Annunciazione) – obraz namalowany w latach 1472–1476. Powszechnie przyjmuje się, że obraz namalował Leonardo da Vinci lub był jej głównym autorem.
Przed 1867 roku uważano, że autorem obrazu jest Domenico Ghirlandaio. Tematyka zwiastowania była jednym z popularniejszych tematów w renesansie. Obraz został wykonany na zlecenie kościoła San Bartolomeo a Monte Oliveto we Florencji. Miał znaleźć się w zakrystii tego kościoła, rozbudowanego w 1472 roku. Na ten rok datuje się rozpoczęcie prac nad obrazem. Obraz prawdopodobnie ukończono w 1476 roku. Twarz Maryi wzorowano na modelu szkicu głowy pazia autorstwa Leonarda (dawniej przypisywanego Andrei Pollaiolo). W 1867 roku obraz trafił do Galerii Uffizi we Florencji.

## Przedstawienie
Obraz przedstawia scenę spotkania Maryi i Archanioła Gabriela, opartą na Ewangelii św. Łukasza i Protoewangelii Jakuba. Siedząca przy pulpicie Maryja właśnie dowiaduje się, że została wybrana na matkę Syna Bożego. Czyta proroctwo wieszczące nadejście Mesjasza. Otwarta strona Biblii ma przedstawiać tekst w języku hebrajskim, jednak faktycznie go tylko imituje.
Środkowy plan określa niewysoki mur. Służy ono jako tło dla gestu pozdrowienia anioła oraz trzymanego w lewej dłoni przez Archanioła lilii, symbolizującej czystość Maryi.
W perspektywie obrazu są widoczne błędy. Cyprys z prawej strony wydaje się być na tej samej płaszczyźnie co inne drzewa. W takim przypadku oddalająca się ściana jest nienaturalnie przedłużona. Pulpit znajduje się bliżej niż dłoń Maryi. Prawa ręka Maryi jest wydłużona. Lewa strona obrazu jest bardziej dopracowana. Z tego powodu sądzono, że dwie strony obrazu powstały w różnym okresie. Płachtę narzucono na coś, co może być poręczą siedziska. W wyniku źle umiejscowienia poręczy wydaje się, że Maryja ma trzy kolana. Twarz Maryi jest pozbawiona wyrazu.
Według Antoniny Vallentin odstępy pomiędzy obiema postaciami są idealnie zrównoważone, a z obrazu bije cisza.